# Ireneusz Sekretarski
Ireneusz Sekretarski (ur. 25 maja 1984) – polski lekkoatleta, średniodystansowiec.
Zawodnik Vectry Włocławek. Złoty medalista Halowych Mistrzostw Polski Seniorów 2006 w biegu na 1500 metrów. Brązowy medalista Mistrzostw Europy juniorów w lekkoatletyce w biegu na 800 metrów (Tampere 2003).

## Rekordy życiowe
- bieg na 800 m – 1:47.11 (2009)
- bieg na 1500 m – 3:40.32 (2005)
- bieg na 1500 m (hala) – 3:43.07  (2006)